# DN7D
DN7D este un drum național lung de 61 km, care face legătura între Curtea de Argeș și Câineni, prin Țara Loviștei. Va fi drumul tehnic pentru construcția autostrăzii Pitești - Sibiu.
DN7D este un drum alternativ între Pitești și Sibiu. Dacă ar fi asfaltat pe toată lungimea, distanța dintre cele două orașe s-ar scurta cu 10km. Asfaltul lipsește între Sălătrucu și Câineni, pe o distanță de 28 km.